# Aporhynchus tasmaniensis
Aporhynchus tasmaniensis is een lintworm (Platyhelminthes; Cestoda). De worm is tweeslachtig. De soort leeft als parasiet in andere dieren.
Het geslacht Aporhynchus, waarin de lintworm wordt geplaatst, wordt tot de familie Aporhynchidae gerekend. De wetenschappelijke naam van de soort werd voor het eerst geldig gepubliceerd in 1990 door Beveridge.